# Bert Marcko
Bert Anton Marcko, född 13 november 1906 i Norrköping, död 31 mars 1965 i Stockholm, var en svensk försäkringskamrer, målare och tecknare.
Han var son till Anton Marcko och Elin Lindholm och från 1933 gift med Hilda Maggie Keen. Marcko studerade vid Wilhelmsons målarskola i Stockholm 1927–1928 och var elev till Figge Fredriksson 1929–1931 samt vid Art School i Kingston 1946 och under studieresor till Frankrike och Italien. Han medverkade i PUB:s samlingsutställning i Stockholm 1934. Hans konst består av stilleben, porträtt och landskapsskildringar från Stocksund, Stockholm och Gotland utförda i olja, pastell eller akvarell samt illustrationer för tidskriften Gjallarhornet.